# Radio Industrija Nikola Tesla
Radio Industrija Nikola Tesla je bio prvi jugoslovenski proizvođač radio uređaja posle Drugog svetskog rata.

## Osnivanje
Fabrika je osnovana u Beogradu 21. septembra 1946 kao državno preduzeće, a prvi model je izašao 1947. Koji je ujedno bio i prvi narodni radio prijemnik, čija cena je bila pristupačnija od uvoznih modela.
Za izradu radija su korišteni delovi koji su uvozeni iz Holandije od Filips-a ali i od italijanskog proizvođaca elektronike Dukatija, koji je u to vreme proizvodio radio uređaje. 
Model Kosmaj 49 je baziran na Filips-ovom BX373A modelu. Korišćene su elektronske cevi ECH21 (dva komada), EBL21 (izlazna pentoda) i AZ1/AZ21 (ispravljačica). Primao je duge, kratke i srednje talase. Na levoj strani bila je poluga za boju tona, a na desnoj dugme za izbor talasne dužine. Imao je priključke za gramofon i spoljni zvučnik. Potrošnja je oko 50W, a nazad je obrtni selektor napona mreže (110-240V). Za razliku od Filips-ovog modela domaći radio prijemnik je bio irađen od drveta i dizajnerski se razlikovao.

## Modeli
- Kosmaj 47             -1947
- Kosmaj 48             -1948
- Kosmaj 49             -1949
- Igman                 -1949
- Tesla 51              -1951
- Tesla 51a (51 a)      -1951
- Kosmaj 52             -1952
- Tesla 52              -1952
- Tesla 52A (52 A)      -1952
- Tesla 53B (53 B)      -1953
- Tesla 53C (53 C)      -1953
- Tesla 53E (53 E)      -1953
- Tesla 54C (54 C)      -1954
- 54E (54 E)            -1954
- Kopaonik 54-6         -1954
- Tesla 55C             -1955
- Avala 55              -1955
- Tara 55                - 1955
- 57B (57 B)            -1957
- 58A (58 A)            -1958
- 58B (58 B)            -1958
- 58U (58 U)            -1958

## Napomene
Radio Industrija Nikola Tesla i češki proizvođač elektronike Tesla (iz 1921) su dve različite kompanije.
Tadašnja čehoslovačka fabrika Tesla je takođe proizvodila radio-aparate.

## Spoljašnje veze
- Kosmaj 48 Radio Tesla Jugolsavija Архивирано на веб-сајту  (30. новембар 2012)
- Kosmaj 49 Архивирано на веб-сајту  (2. март 2009)
- Kosmaj 49